# Marcado CE

Representación del marcado CE.

El marcado CE proviene del francés y significa "Conformité Européenne" (en español, "Conformidad Europea"), y es el certificado que da la Comisión Europea a ciertos productos que se comercializan en el mercado interno de la Unión Europea y que certifica que dicho bien cumple con la legislación comunitaria sobre salud, seguridad y sostenibilidad. Se apoya en la Directiva 93/68/CEE del Parlamento Europeo y el Consejo. 
Fue establecida por la entonces Comunidad Europea y es el testimonio por parte del fabricante de que su producto cumple con los requisitos legales y técnicos mínimos en materia de seguridad de la Unión Europea. Se debe tener presente que el marcado CE no implica la calidad del producto; únicamente declara ciertas prestaciones de acuerdo con un formato determinado y que cumple con los estándares de salud, seguridad y sostenibilidad.[cita requerida]
El marcado CE debe fijarse a un producto si este se encuentra dentro del alcance de las aproximadamente 20 llamadas Directivas "New Approach" (en español, "de Enfoque Nuevo") y puede venderse y ponerse en servicio legalmente dentro del Mercado Único de la Unión Europea. Si el producto cumple lo previsto en las Directivas y el marcado CE está fijado en el producto, los Estados miembros no pueden prohibir, restringir ni impedir la colocación en el mercado o puesta en servicio del producto. El marcado CE puede considerarse como el pasaporte para el comercio del producto dentro  del Mercado Único de la Unión Europea.[cita requerida]

Las proporciones del marcado CE, según la Directiva.

## Significado
El marcado CE representa que el fabricante "declara que su producto cumple con la legislación europea de armonización aplicable" (declaración UE de conformidad), permitiendo la libre circulación de productos dentro del Espacio Económico Europeo. Al fijar el marcado CE a un producto, "el fabricante asume la responsabilidad de la conformidad de dicho producto" con todos los requisitos legales exigidos para alcanzar el marcado CE y asegura la validez del producto para ser vendido en todo el EEE (los 28 Estados miembros de la UE y países de la AELC Islandia, Noruega, Liechtenstein), así como en Turquía. Esto también es válido para productos fabricados en terceros países que se venden en el EEE y Turquía.[cita requerida]
El marcado CE no indica que un producto ha sido fabricado en el Espacio Económico Europeo; se limita a afirmar que el producto "se evalúa antes de introducirse en el mercado" y que, por lo tanto, satisface los requisitos legales (por ejemplo un nivel armonizado de seguridad) para ser vendido en el mismo. Esto significa que el fabricante ha verificado que el producto cumple con todos los requisitos esenciales pertinentes (por ejemplo requisitos de seguridad, de salud y de protección medioambiental) de las Directivas o Reglamentos europeos aplicables. En algunos casos, antes de fijar el marcado CE, debe someterse a la evaluación de un Organismo Notificado.[cita requerida]
En el caso de productos de construcción, el marcado CE conforme al Reglamento Europeo de Productos de Construcción (RCP) no implica conformidad en un sentido estricto, ya que no indica que se alcanzan unos niveles de prestaciones, sino que se facilita el valor o clase de las prestaciones conforme a una metodología armonizada en normas europeas. Es por tanto el proyectista quien debe indicar en los pliegos las prestaciones que debe cumplir el producto y el constructor quien debe comprobar que el producto adquirido las cumple, con base en la información del marcado CE.[cita requerida]
De cualquier manera, no todos los productos deben llevar el marcado CE. Sólo aquellos productos pertenecientes a categorías sujetas a directivas específicas que exigen el marcado CE. En el caso de productos de construcción, aunque están cubiertos por el RPC, no todos pueden llevar el marcado CE ya que para ello deben contar con una norma armonizada publicada por CEN y referenciada en el Diario Oficial de la Unión Europea.[cita requerida]

## Países que requieren el marcado CE
El marcado CE es obligatorio para determinados grupos de productos en el Espacio Económico Europeo (EEE), formado por los 27 Estados miembros de la UE y los países de la AELC Islandia, Noruega y Liechenstein (Suiza, el restante país de la AELC, rechazó mediante referéndum formar parte de la EEE). Asimismo es obligatorio para todos los productos fabricados en terceros países y que son vendidos en el EEE. En este caso, el importador debe asegurar que el fabricante fuera de la UE ha seguido los pasos necesarios para dotar al producto del marcado CE.[cita requerida]

## Normas que sustentan el marcado CE
El fabricante de un producto añade por sí mismo el marcado CE a un producto, pero debe cumplir con determinados pasos antes de que su producto pueda llevarlo. Debe llevar a cabo una evaluación de la conformidad del producto, establecer un expediente técnico y firmar una declaración CE de conformidad. Esta documentación debe estar a disposición de las autoridades que la soliciten.[cita requerida]
Los importadores de productos deben verificar que el fabricante fuera de la UE ha llevado a cabo los pasos necesarios y que la documentación está disponible si es solicitada. Los importadores deben también asegurar que el contacto con el fabricante sea siempre posible.[cita requerida]
Los distribuidores deben ser capaces de demostrar a las autoridades nacionales que han actuado con el debido cuidado y deben tener la confirmación del fabricante o del importador de que se han tomado las medidas necesarias.[cita requerida]
Si el importador o el distribuidor pone su propio nombre al producto, entonces debe asumir las responsabilidades del fabricante. En este caso debe poseer la suficiente información acerca del diseño y producción del producto ya que al añadir el marcado CE estará asumiendo las responsabilidades legales que conlleva.[cita requerida]
El procedimiento de agregar el marcado CE se basa en ciertas normas:
- Productos que son materia de alguna directiva CE, tienen que agregar el marcado CE antes de salir al mercado.
- Los fabricantes deben comprobar bajo su propia responsabilidad, qué directiva CE necesitan aplicar a sus productos.
- El producto solo podrá salir a la venta si cumple con lo estipulado en las directivas en vigor y si el proceso de evaluación de conformidad ha sido llevado a cabo de manera correcta.
- El fabricante debe elaborar una declaración CE de conformidad y agregar el marcado CE a su producto.
- Si la directiva (directivas) lo estipula, una tercera parte (Organismo Notificado) debe tomar parte en el proceso de evaluación.
- Si se agrega el marcado CE a un producto, este solo podrá añadir más marcas bajo la condición de que tengan un significado distinto y que no confundan ni obstaculicen la legibilidad y visibilidad del marcado CE.[cita requerida]

## Características del marcado CE
- El marcado CE debe ser añadido por el fabricante (o su representante autorizado en la Comunidad Europea) de acuerdo al formato previsto por ley, de manera visible, legible e indeleble en el producto.
- El tamaño del marcado CE debe ser al menos de 5mm, en caso de ser ampliado las proporciones deben mantenerse.
- Si el aspecto y la fabricación de un producto no permite añadir el marcado CE al mismo, este debe situarse en el embalaje y los documentos que acompañan al producto.
- Si una directiva exige la participación de un Organismo Notificado en el proceso de evaluación de la conformidad, su número de identificación debe ponerse detrás del marcado CE. Esto se realiza bajo la responsabilidad del Organismo Notificado.[cita requerida]

## Implicaciones legales
Existen mecanismos para controlar que el marcado CE es agregado correctamente a los productos. El control de los productos con marcado CE corresponde a las autoridades públicas de los Estados miembros en colaboración con la Comisión Europea. Los ciudadanos pueden contactar con las autoridades nacionales de vigilancia del mercado en caso de sospechar de un uso indebido del marcado CE o si la seguridad de un producto es cuestionada.[cita requerida]
Los procesos, medidas y sanciones aplicables en caso de falsificación del marcado CE pueden variar de acuerdo a las administraciones nacionales y leyes penales de cada Estado miembro. Dependiendo de la seriedad del crimen, los agentes económicos pueden ser penados con una multa o, en algunas ocasiones, con penas de cárcel. Sin embargo, si el producto no representa un peligro inminente de seguridad, se puede dar una segunda oportunidad al fabricante para certificar que el producto cumple con la legislación vigente antes de obligarle a retirar el producto del mercado.[cita requerida]

## Grupos de productos
- Productos de construcción
- Aparatos de gas
- Ascensores
- Calderas de agua caliente
- Equipos a presión
- Equipos a presión transportables
- Equipos de protección individual (EPI)
- Equipos marinos
- Instalaciones de transporte de personas por cables
- Máquinas
- Equipo para terminales de radio y telecomunicaciones
- Equipos y sistemas de protección para uso en atmósferas potencialmente explosivas
- Embarcaciones de recreo
- Explosivos para uso civil
- Instrumentos de medición electrónicos
- Instrumentos de pesaje no automáticos
- Juguetes
- Artículos pirotécnicos
- Productos médicos
- Productos sanitarios implantables activos
- Productos médicos de diagnóstico in vitro
- Refrigeradores y congeladores domésticos

## Directivas horizontales que afectan a varios productos
- Baja tensión
- Compatibilidad electromagnética
- Diseño ecológico de productos relacionados con la energía
- Emisiones acústicas en el entorno

## Smart CE marking de productos de construcción
En julio de 2018, se publicó el documento europeo CWA 17316 Smart CE marking for construction products, que define un formato XML para el intercambio de la información del marcado CE y de la Declaración de prestaciones para productos de construcción. Este documento se ha elaborado en el Comité Europeo de Normalización (CEN), que creó en 2017 el grupo CEN/WS Smart marking.[cita requerida]
En septiembre de 2020, la Asociación Española de Normalización publicó la Norma UNE 41316 Declaración de prestaciones digital para productos de construcción, que adopta el CWA europeo. Esta norma incluye criterios y requisitos para incluir información adicional a la consignada en la declaración de prestaciones.[cita requerida]

## China Export

Diferencia entre el logotipo del marcado CE y el logo de China Export.

Es un sello muy similar al marcado CE y ha estado difundiéndose como China Export porque algunos fabricantes chinos aplican este sello en sus productos.
Sin embargo, la Comisión Europea dice que esta es una mala interpretación. Este hecho fue llevado al Parlamento Europeo en el año 2008.
La Comisión respondió que se trataba de una inconsistencia de la marca Chinese Export -y por tanto una incorrecta aplicación del marcado CE- y que esto se debía a la incorrecta interpretación del símbolo. Aunque ambas prácticas tienen sus protocolos.[cita requerida]
Este es un proceso de trade-making del logo y se está discutiendo con el gobierno chino para asegurar que el marcado CE se utilice correctamente con los estándares establecidos para los productos que superen los ensayos y requisitos establecidos.[cita requerida]
Observar cómo se reconoce el marcado CE para evitar confundirlo con la marca Chinese Export.